# North Barrackpur
North Barrackpur è una suddivisione dell'India, classificata come municipality, di 123.523 abitanti, situata nel distretto dei 24 Pargana Nord, nello stato federato del Bengala Occidentale. In base al numero di abitanti la città rientra nella classe I (da 100.000 persone in su).

## Geografia fisica
La città è situata a 22° 46' 37 N e 88° 20' 45 E.

## Società

### Evoluzione demografica
Al censimento del 2001 la popolazione di North Barrackpur assommava a 123.523 persone, delle quali 63.827 maschi e 59.696 femmine. I bambini di età inferiore o uguale ai sei anni assommavano a 9.072, dei quali 4.568 maschi e 4.504 femmine. Infine, coloro che erano in grado di saper almeno leggere e scrivere erano 104.181, dei quali 55.697 maschi e 48.484 femmine.